# Juozas Žilys
Juozas Žilys (ur. 7 września 1942 w Jurborku; zm. 7 września 2024 w Wilnie) – litewski prawnik, wykładowca, prezes Sądu Konstytucyjnego Republiki Litewskiej w latach 1993–1999.

## Życiorys
Po ukończeniu szkoły średniej w Poniewieżu i odbyciu służby wojskowej w 1964 rozpoczął studia prawnicze na Uniwersytecie Wileńskim. W 1968 ukończył studia z wyróżnieniem. W 2000 uzyskał stopień doktora, a w 2005 stopień doktora habilitowanego. W 2007 otrzymał tytuł profesora.
W 1967 został zatrudniony w wydziale prawnym Prezydium Rady Najwyższej Litewskiej SRR na stanowisku konsultanta. Jednocześnie, w latach 1973–1982 był wykładowcą prawa konstytucyjnego w Katedrze Prawa Państwowego na Wydziale Prawa Uniwersytetu Wileńskiego. W 1981 został kierownikiem wydziału prawnego Prezydium Rady Najwyższej. Pozostał na stanowisku po ogłoszeniu niepodległości przez Litwę w 1990 i przekształceniu Rady Najwyższej w Sejm Republiki Litewskiej. W latach 1990–1991 kierował grupą roboczą ds. opracowania projektu Konstytucji Republiki Litewskiej.
W 1993 został wybrany w skład nowo utworzonego Sejmu Konstytucyjnego, w którym objął funkcję prezesa. Pełnił tę funkcję do końca kadencji w 1999. W latach 1999–2000 był doradcą przewodniczącego Sejmu ds. prawa konstytucyjnego, a w 2003 doradcą społecznym prezydenta Litwy ds. systemu prawnego.
W 1999 powrócił do pracy naukowo-dydaktycznej. Objął stanowisko docenta w Katedrze Prawa Konstytucyjnego w Litewskiej Akademii Prawa w Wilnie (przemianowanej następnie na Uniwersytet Prawa, a w 2004 na Uniwersytet Michała Römera). W latach 2000–2007 pełnił funkcję dziekana Wydziału Prawa. Był także przewodniczącym Komitetu ds. Prawnych Litewskiej Konferencji Rektorów Uniwersytetów. Był członkiem (od 2002) i przewodniczącym (od 2006) zarządu Państwowego Funduszu Nauki i Badań.
Był autorem szeregu publikacji i artykułów oraz uczestnikiem wielu konferencji naukowych.

## Odznaczenia
- Medal Pamiątkowy 13 Stycznia (1999)[3]
- Krzyż Oficerski Orderu Zasługi Rzeczypospolitej Polskiej (1999)[4]
- Krzyż Komandorski Orderu Wielkiego Księcia Giedymina (1999)[5]
- Wielki Krzyż Komandorski Orderu „Za Zasługi dla Litwy” (2003)[6]
- Krzyż Wielki Orderu „Za Zasługi dla Litwy” (2013)[7]